# Raven & Kreyn
Raven & Kreyn è un duo musicale francese composto dai disc jockey e produttori Alexandre Abescat e Tom Mokrane.

## Carriera
Raven & Kreyn diventano noti nel 2015 grazie al singolo Rave It in grado di raggiungere la 19ª posizione della classifica di Beatport. Nel 2016 il duo pubblica Chicago, con Steff da Campo, su Hexagon, l’etichetta di Don Diablo. Nel 2017 il duo rilascia numerosi brani che diventeranno popolari sul canale YouTube della NoCopyrightSounds e su quello Soundcloud, come So Happy, Get This Party, Call Me Again e In The Air. Nel corso della loro carriera il duo ha collaborato con artisti come Matroda, Blasterjaxx, Robert Falcon, Holl & Rush, Dante Klein, Breathe Carolina e BISHOP; inoltre, le collaborazioni con Laidback Luke (per il brano Bam Bam) e RetroVision (per Nobody Else) raggiunsero rispettivamente le posizioni 4 e 2 della classifica Beatport.
Nel 2018 il duo debutta con un proprio show radiofonico trasmesso da un'emittente francese.
Nel 2019, assieme a Don Diablo, partecipano al Tomorrowland per la prima volta. Nello stesso anno si classificano al 110º posto nella “1001 Dj Tracklist” mentre, nel 2020, salgono addirittura al 19º posto.

### Classifica 1001Tracklist
- 2019: #110
- 2020: #19

## Discografia

### Singoli
- 2015: Rave It
- 2015: Just Bounce
- 2016: Long Game
- 2016: Rock Now
- 2016: Chicago (con Steff da Campo)
- 2016: Killed It (con FractaLL)
- 2017: With You
- 2017: Delight
- 2017: Back To The Future (con Matroda)
- 2017: In The Air
- 2017: Get This Party
- 2017: So Happy
- 2017: Call Me Again
- 2017: Nobody Else (con RetroVision)
- 2018: My Name (con Maxim Schunk feat. BISHOP)
- 2018: Honey
- 2018: Dream Forever (con Moji e Illusion)
- 2018: Bubble
- 2018: Memories (con Uplink)
- 2018: Biscuit
- 2018: Touch (feat. BISHOP)
- 2018: Faith (con Holl & Rush)
- 2018: Sing For You
- 2018: Muffin
- 2019: Bad Boy
- 2019: Escape (con Dante Klein)
- 2019: Stronger (con Breathe Carolina)
- 2019: RICH
- 2019: There For You
- 2019: BullDog
- 2019: Step Aside
- 2019: The Future
- 2019: Tear It
- 2019: Bam Bam (con Laidback Luke)
- 2020: Sunny (con Robert Falcon)
- 2020: Express Yourself
- 2020: In My Opinion (con SMACK feat. RebMoe)
- 2020: Drank (con Rudelies)
- 2020: House of Love
- 2020: Bodytalk (STFU) (con Blasterjaxx)
- 2021: Out Of Me (con Jeonghyeon)
- 2021: Vibes (con Breathe Carolina)
- 2021: Telephone

### Remix
- 2017: Galantis & Throttle – Tell Me You Love Me
- 2018: Merk & Kremont & DNCE – Hands Up
- 2019: Breathe Carolina & Robert Falcon – My Love
- 2019: Laidback Luke & Keanu Silva – Oh Yes
- 2019: Aloe Blacc & Mathieu Koss – Never Growing Up